# Weißensee (Kärnten)
Weißensee ist eine Gemeinde im Bezirk Spittal an der Drau in Kärnten, in Österreich mit 759 Einwohnern (Stand 1. Jänner 2025). Die 1850 gegründete Gemeinde hieß bis 1968 Techendorf und liegt am Ufer des Weißensees am Fuß der Gailtaler Alpen. Der Ort verfügt über 192 Beherbergungsbetriebe, bildet eine Station auf dem Europäischen Fernwanderweg E10 sowie auf dem Rupertiweg und gehört zur 2006 gegründeten touristischen Kooperation Alpine Pearls.

## Geographie
Die Gemeinde liegt am 11,6 km langen Weißensee am Fuß der Gailtaler Alpen. Bis auf ein kleines Stück des Ostufers (Gemeinde Stockenboi) befindet sich der gesamte See im Gemeindegebiet, das sich in Richtung Osten bis zum Staff und Villacher Egel, im Westen bis zum Kreuzberg erstreckt. Der namensgebende See ist mit einer Fläche von 6,5 km² der viertgrößte Kärntens und liegt auf einer Seehöhe von 930 m ü. A.

### Gliederung
Die Gemeinde hat mit Techendorf nur eine Katastralgemeinde.
Das Gemeindegebiet umfasst folgende sieben Ortschaften (in Klammern Einwohnerzahl Stand 1. Jänner 2025):
- Gatschach (143)
- Kreuzberg (7)
- Naggl (45)
- Neusach (204)
- Oberdorf (189)
- Techendorf (166)
- Tröbelsberg (5)

### Nachbargemeinden
|                | Steinfeld                                   | Kleblach-Lind   |
| Greifenburg    | Kompassrose, die auf Nachbargemeinden zeigt | Stockenboi (VL) |
| Gitschtal (HE) | Hermagor-Pressegger See (HE)                | Paternion (VL)  |

### Klima
|                        | Jan  | Feb  | Mär  | Apr  | Mai   | Jun   | Jul   | Aug   | Sep   | Okt   | Nov   | Dez  |   |         |
| Mittl. Temperatur (°C) | −4,8 | −3,3 | 0,8  | 5,2  | 10,6  | 14,1  | 16,3  | 15,9  | 12,3  | 7,3   | 1,3   | −3,0 | ⌀ | 6,1     |
| Mittl. Tagesmax. (°C)  | 1,0  | 3,8  | 7,8  | 11,5 | 16,6  | 20,1  | 22,7  | 22,4  | 18,7  | 13,2  | 6,2   | 1,8  | ⌀ | 12,2    |
| Mittl. Tagesmin. (°C)  | −8,9 | −8,2 | −3,9 | 0,7  | 5,8   | 9,2   | 11,4  | 11,4  | 8,3   | 3,8   | −1,6  | −6,2 | ⌀ | 1,9     |
|                        |      |      |      |      |       |       |       |       |       |       |       |      |   |         |
| Niederschlag (mm)      | 47,9 | 42,7 | 70,6 | 99,3 | 113,3 | 137,8 | 139,8 | 118,0 | 123,3 | 125,2 | 108,8 | 65,1 | Σ | 1.191,8 |
|                        |      |      |      |      |       |       |       |       |       |       |       |      |   |         |
| Sonnenstunden (h/d)    | 3,7  | 5,2  | 5,3  | 5,1  | 5,3   | 5,6   | 6,7   | 6,3   | 5,7   | 4,8   | 3,7   | 3,0  | ⌀ | 5       |
|                        |      |      |      |      |       |       |       |       |       |       |       |      |   |         |
| Regentage (d)          | 6    | 5    | 7    | 9    | 11    | 13    | 11    | 11    | 9     | 8     | 7     | 6    | Σ | 103     |

| −8,9 |

| −8,2 |

| −3,9 |

| 0,7 |

| 5,8 |

| 9,2 |

| 11,4 |

| 11,4 |

| 8,3 |

| 3,8 |

| −1,6 |

| −6,2 |

| −8,9 |

| −8,2 |

| −3,9 |

| 0,7 |

| 5,8 |

| 9,2 |

| 11,4 |

| 11,4 |

| 8,3 |

| 3,8 |

| −1,6 |

| −6,2 |

## Geschichte

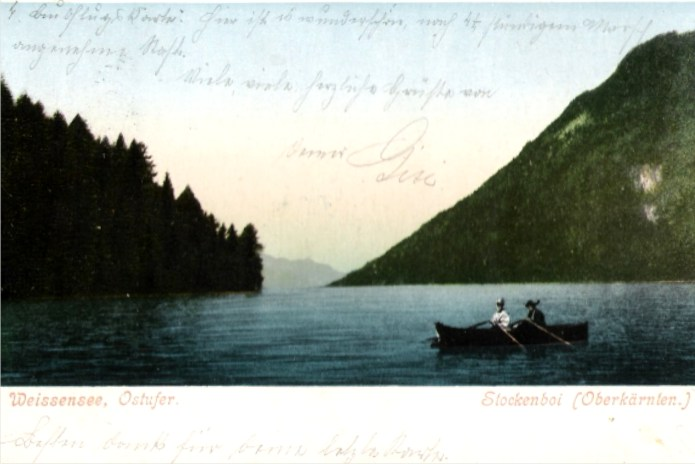
Weißensee um 1900

### Urgeschichte
Siehe auch: Weißensee (See in Kärnten)#Geologie

### Antike bis zum Spätmittelalter
Die ältesten Besiedelungsspuren stammen aus dem Jahr 400 vor Christus von Tauriskern, Kelten und Norikern.
Ein wohl vor 1980 in Weissensee gefundener Einbaum wurde mittels Radiokohlenstoffdatierung in die erste Hälfte des 7. Jahrhunderts datiert.
Die erste urkundliche Erwähnung des Weißensees stammt aus dem Zeitraum 1075–1090. Die Edle Judith von Stein schenkte dem Bischof Altwin von Brixen piscatorem unum apud Wizinse „einen Fischer am Weißensee“. Dabei handelt es sich wohl weniger um einen physischen Fischer als um ein Fischereigebiet oder Fischereirecht am Weißensee. Die ältesten Überreste einer Holzbrücke über den See, die beim Neubau der Brücke 1967 gefunden wurden, verweisen ebenfalls in die Zeit um 1050. Der gesamte Westteil des Weißensees und sogar ein kleiner Teil des Ostufers (Mößel) gehörten zur Herrschaft Greifenburg. Kirchlich gehörte der Weißensee bis 1751 zur Erzdiözese Aquileia aber auch das Stift Millstatt hatte Besitzungen am Weißensee. 1485 schickt der Patriarch Marco Barbo den Bischof von Caorle, Pietro Carlo, zur Visitation der Pfarren südlich der Drau nach Kärnten. Der Bischof wird begleitet von seinem Sekretär Paolo Santonino. In seinem Itinerarium (Reisetagebuch) schreibt Santonino:

„Am 3. November stiegen wir bergan auf Bitten und Anliegen des edlen Herrn Johann Wolkensteiner, des Burghauptmannes von Grünburg, und kamen zum albus lacus d. i. Weißensee, unsere Begleiter waren der Herr Burghauptmann selbst und der Herr Burghauptmann Georg von Priesenegg. Dieser Ort ist zehn Meilen oder etwas weniger von S. Hermagor entfernt. Der Weg führte uns über schneebedeckte Berge, und wir sind abgestiegen im Hause des Nikolaus Janko, der die Einweihung des Altares, die am nächsten Tage stattfand, aus eigenen Mitteln besorgen ließ, da es sein Vater so im Testamente festgelegt hatte. Wir hatten ein recht zufriedenstellendes Mahl, ganz entsprechend den Verhältnissen des Gastgebers und des Ortes; wir vermissten nicht die vorzüglichen Forellen, die gebratenen und gesottenen, auch nicht fettes und zartes Schweinefleisch. Der Weißensee liegt im Norddistrikt und in Oberkärnten und hat mehr Fische als die übrigen 42 Seen, die es in dieser Provinz gibt. Sein Grund bzw. sein Bett ist an mehreren Stellen so tief, dass ein hundert Schritt langes Seil ihn nicht erreicht. Am 4. des Monats weihte der ehrwürdige Herr Bischof in der Martinskirche des genannten Ortes frühmorgens den neuen Altar zu Ehren der hl. Nikolaus, Christophorus und Sebastian. Nach dem Mahle, bei dem es gute Forellen gab, zogen wir nach Westen ab und stiegen zum zweitenmal nieder ins Drautal.“

Der im Reisebericht erwähnte Nikolaus Jank stammte wahrscheinlich aus Gatschach, der Vulgarname Jank (umgangssprachlich: Jongg) ist in Gatschach 2 noch erhalten.

### Neuzeit
Etwa in der Mitte des 16. Jahrhunderts breitete sich in weiten Teilen Kärntens der Protestantismus aus. Wann genau er am Weißensee Fuß fassen konnte, ist unklar. In Villach ist bereits für das Jahr 1526 ein evangelischer Prediger bezeugt. Für 1555 ist der evangelische Prediger Conrad Rues in Paternion belegt. 1621 wurde in Tscherniheim eine Glashütte errichtet, in der Arbeiter aus den unterschiedlichsten Regionen des Heiligen Römischen Reiches angestellt waren. Es ist anzunehmen, dass sie die neue Konfession aus dem Gebiet des heutigen Deutschlands mitbrachten. Ab 1600 wurden die Protestanten im Habsburgerreich verfolgt. Bis zum Toleranzpatent (1781) gab es den Geheimprotestantismus auch am Weißensee. Das bedeutete aber nicht den kompletten Rückzug ins Private. So gab es in jeder Ortschaft Gemeinderichter, die kleinere Nachbarschaftsstreitigkeiten schlichteten. In der zweiten Hälfte des 18. Jh. übernahm für Techendorf diese Aufgabe Christoph Winkler vlg. Moserwirt (1738–1790) und für Gatschach Jakob Winkler vlg. Pletz (1740–1800). Jakob Winkler war dann auch der erste Kurator der 1782 neugegründeten evangelischen Gemeinde Weißbriach/Weißensee. Er machte sich gemeinsam mit Johann Hasslacher aus Weißbriach auf den Weg nach Modra in der heutigen Slowakei, um einen Pastor für die neue Gemeinde anzuwerben. Sie fanden Johann Gottfried Gotthardt, der somit der erste Pfarrer der Gemeinde Weißbriach/Weißensee war. Nach dem Toleranzpatent (1781) bekannte sich am Weißensee etwa 95 % der Bevölkerung zum evangelischen Glauben. 1783 wurde das evangelische Bethaus geweiht; es diente bis 1986 als Gemeindeamt und Schule.
Um 1800 besaßen die meisten Ortschaften jeweils um die 15 Hausnummern.
Als Relikt aus den Napoleonischen Kriegen gelten Einschusslöcher im Getreidekasten beim Moserwirt (Hotel Moser) in Techendorf.
Im Jahr 1827 wurde der Weißensee vermessen und die Daten in den Franziszeischen Kataster aufgenommen – dem Vorläufer des heutigen Grundbuchs.
Als sich 1850 die Katastralgemeinde Techendorf als eigene Ortsgemeinde konstituierte, war ihr Umfang bereits ähnlich groß und hat sich durch die Grenzkorrekturen im 20. Jahrhundert nur noch unwesentlich verändert. Die Fertigstellung der Eisenbahnlinie durch das obere Drautal 1871 mit der Haltestelle in Greifenburg ermöglichte den Beginn des Tourismus am Weißensee. Das erste erhaltene Gästebuch stammt aus dem Jahr 1885.

### 20. und 21. Jahrhundert
Die ersten größeren Beherbergungsbetriebe wurden Anfang des 20. Jahrhunderts erbaut: 1911 Villa Regitnig in Techendorf, 1926 Hotel Enzian in Neusach, 1928 Nagglerhof in Naggl. Zu den ältesten Gasthöfen zählen der 1618 erbaute Pletzwirt in Gatschach 3 (heute: Gasthof Weißensee) und der Moserwirt in Techendorf 17.
Nach dem Zweiten Weltkrieg konnten sich der Gauleiter Friedrich Rainer, Odilo Globocnik und einige SS-Männer, darunter Ernst Lerch, Hermann Höfle und Georg Michalsen, noch bis 31. Mai 1945 auf der Mößlacher Alm am Weißensee verstecken, bis sie von einem britischen Kommando verhaftet wurden.
Seit 1969 verhindert eine Ringkanalisation die Einleitung von Hausabwässern in den See. Die 7 Gemeinden Oberdrauburg, Irschen, Dellach, Berg, Greifenburg, Steinfeld und Weißensee haben sich spätestens 2013 zum Wartungsverband Abwasserentsorgung Oberes Drautal Weissensee (WVA-ODW) zusammengeschlossen. Er betreibt 3 Abwasserreinigungsanlagen, Vorfluter ist die Drau.
Im Jahr 1970 wurde der Weißensee mit seinem gesamten Umland zum Landschaftsschutzgebiet erklärt. Die Region wurde 1995 mit dem „Europäischen Preis für Tourismus und Umwelt“ ausgezeichnet und zum Naturpark erklärt.
Vom 10. bis 12. Mai 1999 fand das 8. Naturforum in Weißensee statt.
Seit mehr als 10 Jahren wird der Weißensee gemäß Freigabe durch den Eismeister in großem Maßstab zum Eislaufen genutzt. 2023 erfolgte diese Freigabe am 28. Dezember vormittags für den Westteil des Sees mit einem Rundkurs von 3 km Länge.
In den Jahren 2006, 2007 und 2008 fanden Kardiovaskuläre Forschungstage in Weißensee statt.
2014 versucht die Goldmedaillen-Gewinnerin Anni Friesinger vier kenianische Weltklasseläufer für die deutsche Fernsehsendung Real Cool Running – Von Kenia auf’s Eis für einen 100-Kilometer-Eislaufmarathon auf dem Weißensee in Österreich vorzubereiten.

### Staatsbürgerschaft, Religion
Laut Volkszählung 2001 hatte Weißensee 788 Einwohner, davon besaßen 97,2 % die österreichische Staatsbürgerschaft. 73,6 % der Bevölkerung bekannten sich zur evangelischen und 22,0 % zur römisch-katholischen Kirche und 1,0 % waren islamischen Glaubens, 3,4 % ohne religiöses Bekenntnis.

### Bevölkerungsentwicklung
| Weißensee: Einwohnerzahlen von 1869 bis 2024        | Weißensee: Einwohnerzahlen von 1869 bis 2024 | Weißensee: Einwohnerzahlen von 1869 bis 2024 | Weißensee: Einwohnerzahlen von 1869 bis 2024 | Weißensee: Einwohnerzahlen von 1869 bis 2024 |
| --------------------------------------------------- | -------------------------------------------- | -------------------------------------------- | -------------------------------------------- | -------------------------------------------- |
| Jahr                                                |                                              |                                              |                                              | Einwohner                                    |
| 1869                                                | 1869                                         |                                              | 621                                          | 621                                          |
| 1880                                                | 1880                                         |                                              | 571                                          | 571                                          |
| 1890                                                | 1890                                         |                                              | 537                                          | 537                                          |
| 1900                                                | 1900                                         |                                              | 525                                          | 525                                          |
| 1910                                                | 1910                                         |                                              | 562                                          | 562                                          |
| 1923                                                | 1923                                         |                                              | 537                                          | 537                                          |
| 1934                                                | 1934                                         |                                              | 594                                          | 594                                          |
| 1939                                                | 1939                                         |                                              | 593                                          | 593                                          |
| 1951                                                | 1951                                         |                                              | 716                                          | 716                                          |
| 1961                                                | 1961                                         |                                              | 652                                          | 652                                          |
| 1971                                                | 1971                                         |                                              | 771                                          | 771                                          |
| 1981                                                | 1981                                         |                                              | 723                                          | 723                                          |
| 1991                                                | 1991                                         |                                              | 723                                          | 723                                          |
| 2001                                                | 2001                                         |                                              | 788                                          | 788                                          |
| 2011                                                | 2011                                         |                                              | 772                                          | 772                                          |
| 2021                                                | 2021                                         |                                              | 771                                          | 771                                          |
| 2024                                                | 2024                                         |                                              | 764                                          | 764                                          |
| Quelle(n): Statistik Austria, Gebietsstand 1.1.2021 |                                              |                                              |                                              |                                              |

## Kultur und Sehenswürdigkeiten

Übersicht Weißensee, Kärnten

### Sehenswürdigkeiten
- Die Evangelische Kirche Techendorf ist ein 1900 bis 1903 im neugotischen Stil errichteter, der Kirche in Weißbriach nachempfundener Bau.
- Die katholische Filialkirche St. Martin in Gatschach, urkundlich im Jahr 1485 erstmals genannt, ist ein niedriger, ursprünglich spätgotischer, im 17. Jahrhundert barockisierter Bau.
- Vom Naggl/Paterzipf (Schiffstation/Parkplatz) ist das einstige Glasbläserdorf Tscherniheim zu Fuß in ca. 75 Minuten erreichbar. Das Bodental ist auch mit Mountainbikes befahrbar. Entlang der Strecke gibt es sechs Infotafeln zum Themenweg „Dem Waldglas auf der Spur“.
- 1986 wurden die Eislaufszenen vom Bond-Film „Ein Hauch des Todes“ am Weißensee gedreht.

### Sport

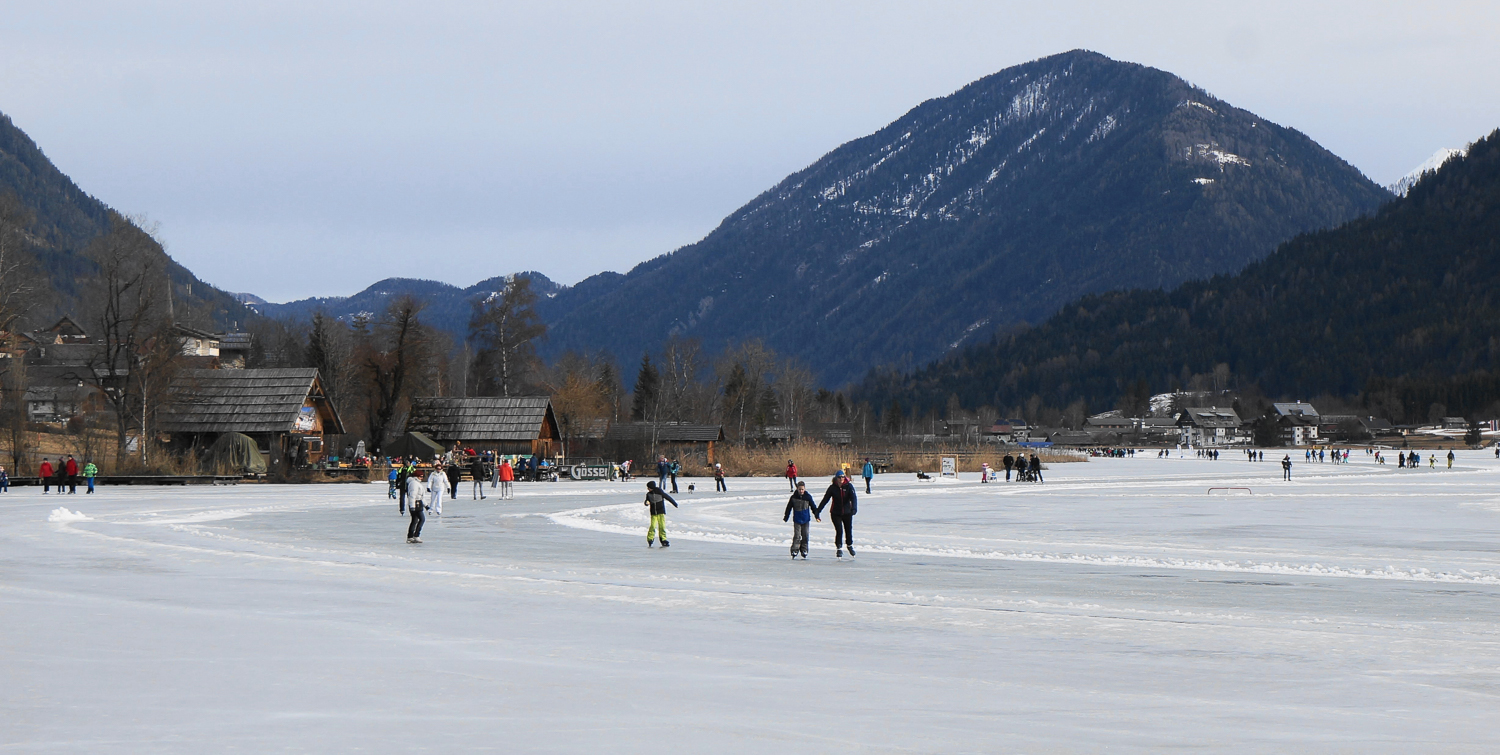
Eislaufen Weißensee

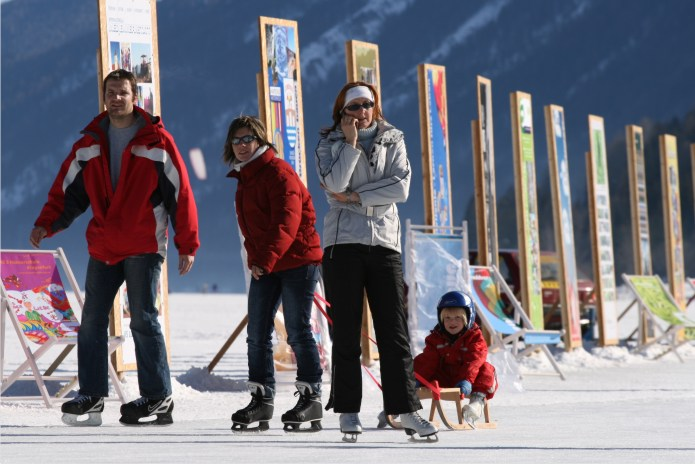
Freiluftgalerie „Bilder am Eis“

Die Höhenlage des Sees bewirkt recht zuverlässiges ausreichend festes Zufrieren im Winter und die Länge des Sees begünstigt Strecken-Eislaufen. Seit 1989 findet in der zweiten Jännerhälfte das weltgrößte Eisschnelllauf-Spektakel am Natureis des Sees statt. Die alternative holländische 11-Städte-Tour hat typisch über 3000 Teilnehmer. Die längste Distanz beträgt 200 km und wurde als Weltrekord hier in 5 Stunden und 11 Minuten gelaufen.
Der Eismeister schneidet gegen Ende der Saison täglich eine etwa 5–10 cm breite Fuge in das Eis des Sees, um Spielraum für die zu erwartende Ausdehnung während des Tages zu schaffen und zu vermeiden, dass sich das Eis aufwirft. Mitunter erlaubt Spiegeleis, das sich bei Abwesenheit von Schneefall bildet, den Blick durch das Eis auf die Fischwelt. Poröses Schneeeis wurde im Dezember 2021 auf einer 20 m breit geräumten Bahn mittels einer kfz-transportablen Pumpe mit 600 m3 Seewasser bespritzt, um die Poren zu füllen.
Am 24. Februar 2007 fanden die ÖTRV Staatsmeisterschaft Wintertriathlon in Weißensee statt.
Im Jahr 2015 war Weißensee eine Station des Mountainbike-Etappenrennens Bike Four Peaks.
Im Jahr 2018 gewann Anne Tauber die Alternative Elfstedentocht am Weißensee, im Jahr 2020 wurde sie Zweite bei der Open Dutch Championship Natural Ice auf dem Weißensee.
Der Weißensee wird auch als „Angel-Hot-Spot“ beworben, vor allem das jährlich ausgerichtete Angeln um die Goldene Forelle vom Weissensee mit internationalen Teilnehmern zählt zu den traditionellen Sportveranstaltungen.

### Skigebiet
Die Weissensee Bergbahn GmbH betreibt nach eigenen Angaben fünf Lifte mit einer Gesamtlänge von 2480 m und einer Beförderungskapazität von 3980 Personen/h sowie 6060 m Piste. Das Skigebiet erstreckt sich von 930 m bis auf 1324 m ü. A.

### Evangelische Kirchengemeinde

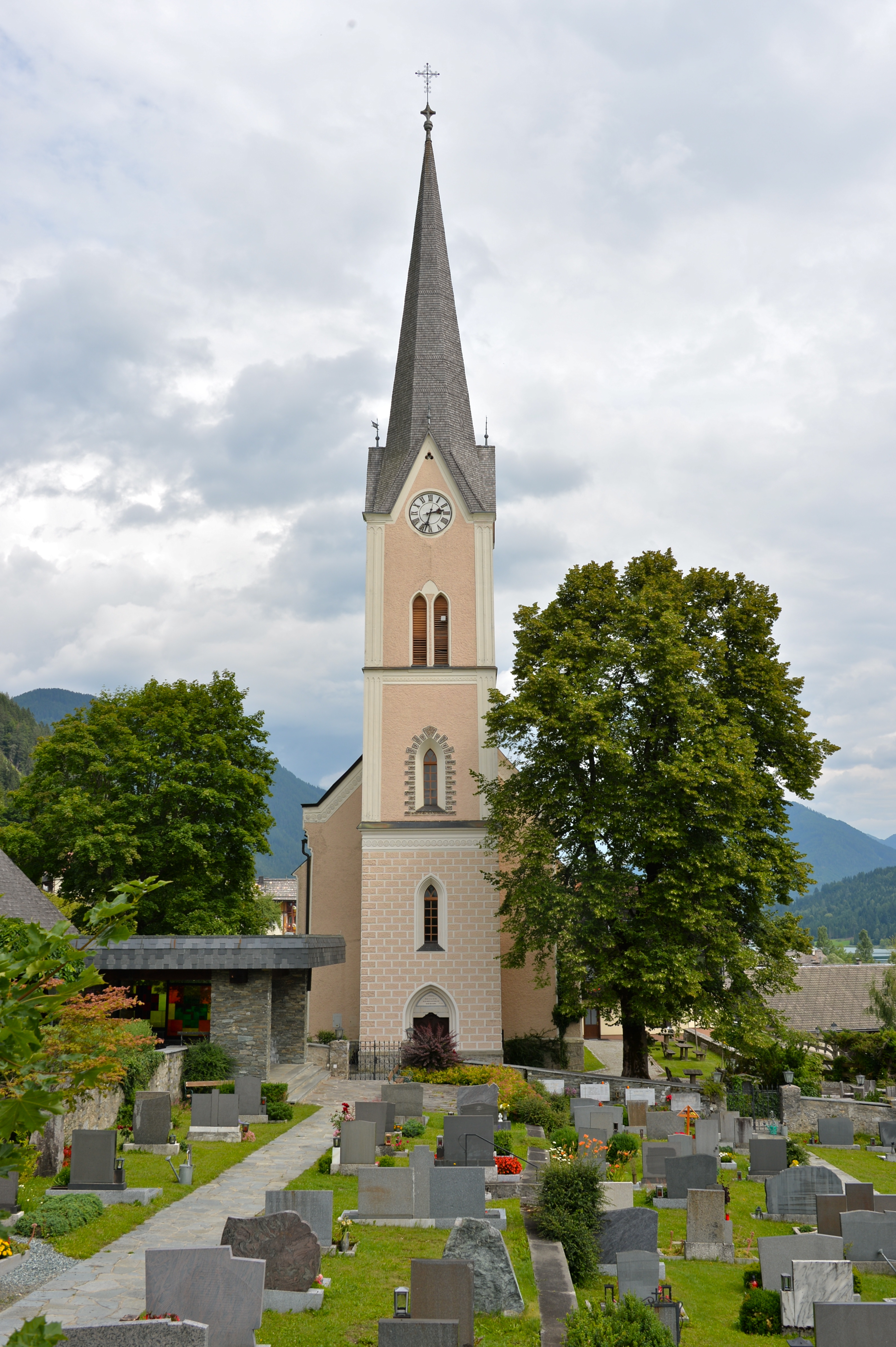
Evangelische Kirche Techendorf

Die evangelische Gemeinde Weißensee ist Teil der Evangelischen Superintendentur A. B. Kärnten und Osttirol der Evangelischen Kirche A.B. in Österreich.
Pfarrer seit dem Toleranzpatent
- 1782–1784: Johann Gottfried Gotthardt
- 1784–1787: Johann Georg Overbeck
- 1787–1789: Johann Samuel Kaltenstein
- 1790–1797: Michael Strompf
- 1798–1813: Johann Gottfried Hechtel
- 1813–1833: Paul Prugger
- 1833–1867: Christian Wieser
- 1867–1871: Christian Adolf Wieser
- 1872–1915: Karl Steltzer
- 1916–1929: Wunibald Maier
- 1929–1936: Fritz Rumpold
- 1936–1947: Fritz Zerbst
- 1947–1957: Willibald Sauer
- 1957–1958: Wolfgang Schmidt
- 1958–1967: Heinz Krobath
- 1970–2009: Wilhelm Moshammer
- seit 2011: Mariusz Bryl

## Wirtschaft und Infrastruktur

### Überblick
Die Wirtschaft der Gemeinde ist geprägt vom Tourismus im Sommer und Winter. Die abgelegene Lage des fjordartigen Alpensees und der Naturpark locken viele Urlauber an. Im Jahr 2019 verzeichnete die Gemeinde 450.000 Übernachtungen, den Großteil davon in den Sommermonaten Juli und August. Bereits 1975 zählte Weißensee 400.000 Nächtigungen.
Die folgende Tabelle zeigt die Entwicklung der Betriebsanzahl und der Beschäftigten in den Wirtschaftssektoren:
| Wirtschaftssektor            | Anzahl Betriebe | Anzahl Betriebe | Anzahl Betriebe | Erwerbstätige | Erwerbstätige | Erwerbstätige |
| Wirtschaftssektor            | 2021            | 2011            | 2001            | 2021          | 2011          | 2001          |
| ---------------------------- | --------------- | --------------- | --------------- | ------------- | ------------- | ------------- |
| Land- und Forstwirtschaft 1) | 9               | 78              | 79              | 11            | 8             | 18            |
| Produktion                   | 7               | 8               | 6               | 34            | 16            | 36            |
| Dienstleistung               | 142             | 129             | 131             | 444           | 229           | 363           |

1) Betriebe mit Fläche in den Jahren 2010 und 1999

### Energie
Weißensee in Kärnten gehört zu den 24 Gemeinden in Österreich (Stand März 2019), die die höchste Auszeichnung des e5-Gemeinden Energieprojekts erhalten haben. Das e5-Gemeinde-Projekt fördert die Umsetzung einer modernen Energie- und Klimapolitik auf Gemeindeebene.

### Verkehr
Am Rand des Gemeindegebietes führt die Weißensee Straße B 87 vorbei.
Weißensee ist Mitglied der Alpine Pearls, die sich für umweltfreundliche Mobilität im Alpenraum einsetzen.

## Politik

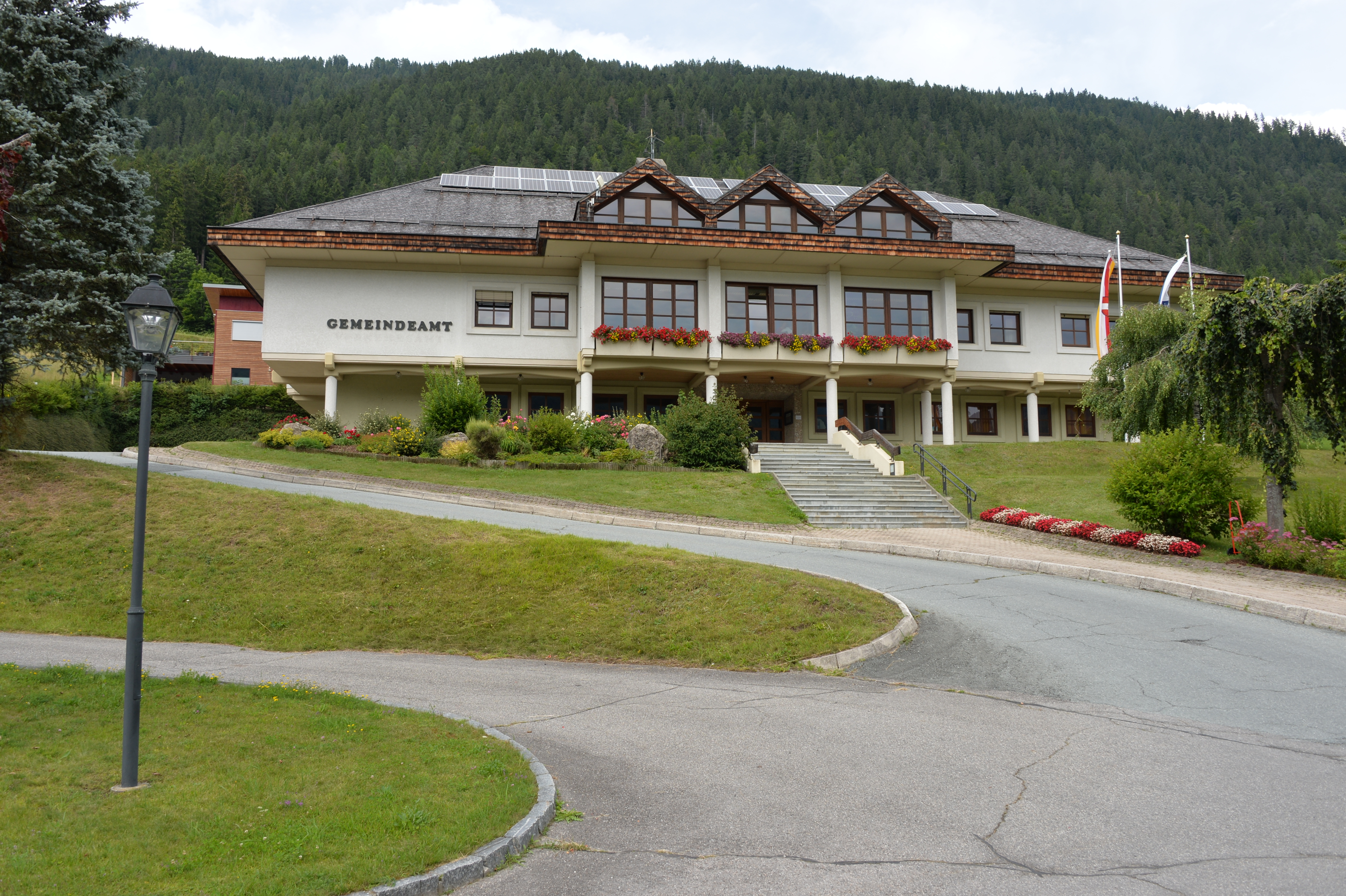
Gemeindeamt in Techendorf, 2014

### Gemeinderat
Der Gemeinderat von Weißensee hat insgesamt 11 Mitglieder.
- Mit den Gemeinderats- und Bürgermeisterwahlen in Kärnten 2021 hat der Gemeinderat folgende Verteilung: 6 ÖVP, 2 Bürgerliste Weißensee, 1 FPÖ, und 2 SPÖ[31]

### Bürgermeister
- 1964–1997: Alfred Knaller (ÖVP)
- 1997–2003: Alfred Winkler (ÖVP)
- 2003–2015: Johann Weichsler (SPÖ)
- 2015–2021: Gerhard Koch (FPÖ)[32]
- seit 2021: Karoline Turnschek (ÖVP)[33]

### Wappen

Wappen von Weißensee seit 1992

Wappenbeschreibung: Der blaue Grund im Wappen von Weißensee spielt auf den See an, der silberne Bord auf die durch Seekreide bedingten weißen Sandbänke, denen der See vermutlich seinen Namen verdankt. Die Brücke ist das Wahrzeichen von Techendorf, sie wurde 1348 erstmals urkundlich genannt und seither immer wieder erneuert und zuletzt 1967 durch die heutige Stahlbetonkonstruktion mit vier Pfeilern ersetzt. Das silberne W steht für den Ortsnamen und wurde schon vor der Verleihung des Wappens als Bestandteil eines Fremdenverkehrslogos verwendet.
Wappen und Fahne wurden der Gemeinde am 26. März 1992 verliehen, die Fahne ist Blau-Weiß mit eingearbeitetem Wappen.

## Medien, Literatur und Filme
Aufgrund der beeindruckenden Naturlandschaft bietet sich Weißensee als Hintergrund für verschiedene Film- und Fernsehprojekte an. Die folgende Liste zeigt eine Auswahl von teilweise in Weißensee gedrehten Filmen:
- 1958: Immer die Radfahrer, mit Heinz Erhardt
- 1987: James Bond 007 – Der Hauch des Todes mit Timothy Dalton
- 2008: Heimat zu verkaufen, Regie: Karl Kases
- 2008: Das Wunder von Loch Ness, Regie: Michael Rowitz
- 2016: Mein Fleisch und Blut, Regie: Michael Ramsauer
- 2017: Heimat Österreich: Leben am Weißensee, von Marion Flatz-Mäser, Arnulf Prasch, 45 Min.[36]

Weißensee wird auch als Handlungsort in Romanen verwendet:
- Alexandra Bleyer, Dorothea Böhme: Mörderisches Kärnten. 11 Krimis und 125 Freizeittipps. GMEINER-Verlag 2021. ISBN 978-3-8392-2894-4

## Persönlichkeiten

### Ehrenbürger
- 1965: Friedrich Drachsel, Edler von Drachenhorst, (1895–1983), k.u.k. Feldmarschalleutnant, Fremdenverkehrsreferent der Gemeinde Weißensee (ab 1946), Verfasser „Der Weißensee und seine Umgebung“.
- 2009: Alfred Knaller (1931–2019), Alt-Bürgermeister von Weißensee, Mitglied des Bundesrates 1984–1989[37]

### Söhne und Töchter der Gemeinde
- Georg Traar (1899–1980), evangelisch-lutherischer Theologe, Jugendpfarrer, Superintendent, Publizist und Ökumene-Aktivist
- Hans Georg Knapp (1938–1999), Mathematiker, Sozialwissenschaftler in Graz[38]
- Harald Rindler (* 1948), Mathematikprofessor an der Universität Wien

### Mit der Gemeinde verbundene Persönlichkeiten
- Balduin Bricht (1852–1937), Journalist und Musikkritiker
- Marietta Himmelbaur (1858–1934), kroatisch-österreichische Pädagogin und Schulgründerin
- Anton Mahringer (1902–1974), österreichischer Maler
- Franz Mandl (* 1958), österreichischer Politiker
- Nikolay Linder (* 1975), deutscher Apnoetaucher
- Christian Redl (* 1976), österreichischer Apnoetaucher
- Şahika Ercümen (* 1985), Freitaucherin, die 2011 in Weißensee mit 110 Metern Weltrekordlerin im Streckentauchen ohne Sauerstoffgerät unter Eis wurde